# Christophe Odent
Christophe Odent, född 2 december 1955, är en fransk skådespelare.

## Roller i urval
- 1981 – Chefen
- 1982 – Les Misérables
- 1983 – Förnamn Carmen
- 1983 – Länge leve kärleken...
- 1989 – Minnen av ett krig
- 1990 – Nya vågen
- 1995 – Lockbetet
- 1997 – Port Djema
- 1999 – Snatterskan
- 2004 – Double zéro
- 2007 – La vie en rose – berättelsen om Edith Piaf